# ХК Пеликанс
ХК Пеликанс (фин. Pelicans) професионални је фински клуб хокеја на леду из града Лахтија. Тренутно се такмичи у елитној хокејашкој лиги Финске .
Своје домаће утакмице игра у Иску арени капацитета 5.530 места за хокејашке утакмице.

## Историјат
Клуб је основан давне 1891. као Випурин Рејпас (фин. Viipurin Reipas) са седиштем у граду Виборгу, на обалама Балтичког мора и један је од најстаријих финских спортских колектива уопште. Рејпас је освојио прву титулу националног првака када је основана јединствена прва лига 1928. године. Када је град Виборг постао саставни део Совјетског Савеза 1944. клуб је премештен у град Лахти и преименован у Лахден Рејпас (фин. Lahden Reipas). 
Током историје још неколико пута је мењао име (1975–1989 Kiekkoreipas, 1989–1992 Hockey Reipas, 1992–1996 Reipas Lahti), а садашњи назив носи од 1996. године. 
Највећи успех у новијој историји остварили су у сезони 2011/12. када су освојили сребрну медаљу, пошто су у финалу плеј-офа националног првенства изгубили од екипе ЈИП Јивескиле.

## Успеси
- Победник националног првенства 1928. године;
- См-лига: сребро 2011/12.